# 20 Arietis
Désignations
20 Arietis (en abrégé 20 Ari) est une étoile de la constellation du Bélier. 20 Arietis est sa désignation de Flamsteed. Elle a une magnitude apparente de 5,79, qui rend l'étoile faiblement visible à l'œil nu. L'étoile est distante de 137 années-lumière, basée sur la parallaxe. Elle a un mouvement propre relativement élevé, traversant la sphère céleste à une vitesse de 0,188 seconde d'arc par an. Elle s'éloigne du Système solaire avec une vitesse radiale héliocentrique de +25 km/s.
Gray et al. (2001) ont donné un type spectral F6III-IV à 20 Arietis, correspondant à une étoile de type F avec des traits spectraux intermédiaires entre une étoile géante et une étoile sous-géante. Harlan (1969) avait trouvé un type spectral moins évolué. L'étoile a environ deux milliards d'années, avec une masse estimée à 1.5 M☉ et un rayon de 2 R☉. Elle tourne sur elle-même à une vitesse de rotation projetée 8,0 km/s et elle a une métallicité supérieure à celle du Soleil. Elle rayonne avec 6,6 L☉ et sa température effective est de 6 416 K.